# Израильская академия естественных и гуманитарных наук

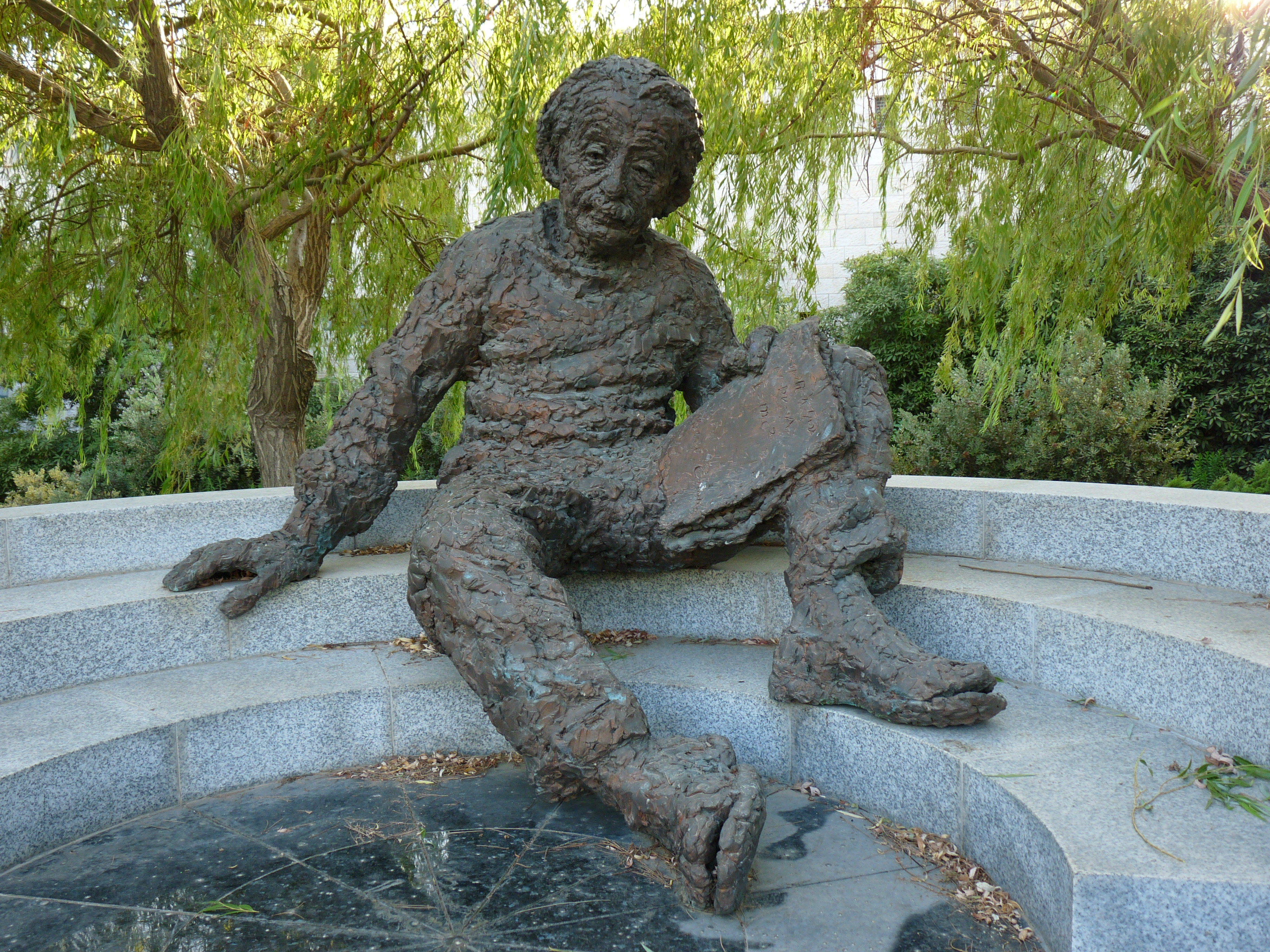
Статуя Альберта Эйнштейна во дворе академии

Израильская академия естественных и гуманитарных наук (ивр. האקדמיה הלאומית הישראלית למדעים‎, букв. «Национальная академия наук Израиля», англ. Israel Academy of Sciences and Humanities) — высшее академическое учреждение Израиля. Была основана в Иерусалиме в 1961 году с целью содействовать контактам учёных естественных и гуманитарных наук в Израиле, консультировать органы государственной власти по научно-техническим вопросам. Академия включает чуть более сотни наиболее известных израильских учёных. Основное здание академии расположено на площади Альберта Эйнштейна неподалёку от резиденции президента Израиля. Академия финансирует проекты по изучению геологии, флоры и фауны Израиля, исследования Талмуда, еврейской философии, литературы и иврита. На международном уровне академия принимает участие в физических проектах ЦЕРНа и управляет фондом стипендии Эйнштейна.

## Руководство академии за историю её существования
Руководство академии состоит из её президента и вице-президента, которые должны принадлежать к разным отделениям, а также председателей естественно-научного и гуманитарного отделений. Все члены правления избираются в общем случае на трёхлетний срок, с возможностью переизбрания; фактически ряд членов правления академии оставались на своих постах по две или три каденции подряд.
| Каденции  | Президенты     | Вице-президенты                  | Председатели отделения естественных наук | Председатели отделения гуманитарных наук |
| --------- | -------------- | -------------------------------- | ---------------------------------------- | ---------------------------------------- |
| 1960—1962 | Мартин Бубер   | Аарон Кацир                      | Йоэль Раках                              | Гершом Шолем                             |
| 1962—1965 | Аарон Кацир    | Гершом Шолем                     | Арье Дворецкий                           | Эфраим Урбах                             |
| 1965—1968 | Аарон Кацир    | Гершом Шолем                     | Арье Дворецкий                           | Эфраим Урбах                             |
| 1968—1971 | Гершом Шолем   | Арье Дворецкий                   | Эрнст Давид Бергманн                     | Эфраим Урбах → Иошуа Правер              |
| 1971—1974 | Гершом Шолем   | Арье Дворецкий                   | Эрнст Давид Бергманн                     | Иошуа Правер                             |
| 1974—1977 | Арье Дворецкий | Эфраим Урбах                     | Игаль Тальми                             | Натан Ротенштрайх                        |
| 1977—1980 | Арье Дворецкий | Эфраим Урбах                     | Игаль Тальми                             | Натан Ротенштрайх                        |
| 1980—1983 | Эфраим Урбах   | Иошуа Йортнер                    | Шимшон Авраам Амицур                     | Дон Патинкин                             |
| 1983—1986 | Эфраим Урбах   | Иошуа Йортнер                    | Шимшон Авраам Амицур                     | Натан Ротенштрайх                        |
| 1986—1989 | Иошуа Йортнер  | Натан Ротенштрайх                | Исраэль Достровский                      | Аарон Барак                              |
| 1989—1992 | Иошуа Йортнер  | Натан Ротенштрайх                | Ицхак Штайнберг                          | Иехошуа Блау                             |
| 1992—1995 | Иошуа Йортнер  | Натан Ротенштрайх → Менахем Яари | Яаков Зив                                | Иехошуа Блау                             |
| 1995—2001 | Яаков Зив      | Хаим Тадмор                      | Рут Арнон                                | Шауль Шакед                              |
| 2001—2004 | Яаков Зив      | Хаим Тадмор                      | Дан Шехтман                              | Биньямин Зеэв Кадар                      |
| 2004—2007 | Менахем Яари   | Рут Арнон                        | Александр Левицкий                       | Биньямин Зеэв Кадар                      |
| 2007—2010 | Менахем Яари   | Рут Арнон                        | Рафаэль Мешулам                          | Йоханан Фридман                          |
| 2010—2015 | Рут Арнон      | Биньямин Зеэв Кадар              | Рафаэль Мешулам                          | Йоханан Фридман                          |
| 2015—2019 | Нили Коэн      | Давид Харель                     | Итамар Вильнер                           | Йосеф Каплан                             |
| 2019—2021 | Нили Коэн      | Давид Харель                     | Ядин Дудай                               | Серджиу Харт                             |
| 2021—     | Давид Харель   | Маргалит Финкельберг             | Ядин Дудай                               | Серджиу Харт                             |

## Текущий список членов академии
В список включены только действующие члены академии (живые на время обновления), с сортировкой по умолчанию по алфавитному порядку фамилий и возможностью дополнительной сортировки по датам рождения и избрания в академию, принадлежности к естественно-научному или гуманитарному отделениям академии или академической аффиляции на момент избрания (по данным базы академии).
| Имя                     | Дата рождения | Год избрания | Отделение академии | Специализация                                          | Академическая привязка на дату избрания                              | Ссылки |
| ----------------------- | ------------- | ------------ | ------------------ | ------------------------------------------------------ | -------------------------------------------------------------------- | ------ |
| Аарони, Амнон           | 07.01.1943    | 2012         | естественные науки | физика                                                 | Тель-Авивский университет                                            |        |
| Ааронов, Якир           | 28.08.1932    | 1990         | естественные науки | физика                                                 | Тель-Авивский университет                                            |        |
| Абрамский, Одед         | 01.11.1940    | 2009         | естественные науки | медицина                                               | Еврейский университет в Иерусалиме                                   |        |
| Айзек, Биньямин         | 10.05.1945    | 1996         | гуманитарные науки | история                                                | Тель-Авивский университет                                            |        |
| Алон, Нога              | 17.02.1956    | 1997         | естественные науки | математика                                             | Тель-Авивский университет                                            |        |
| Алон, Ури               | 16.03.1969    | 2020         | естественные науки | системная биология                                     | Институт Вейцмана                                                    |        |
| Альтерман, Рахель       | 04.01.1946    | 2022         | гуманитарные науки | градостроительство и право                             | Технион                                                              |        |
| Арнон, Рут              | 01.06.1933    | 1990         | естественные науки | иммунология                                            | Институт Вейцмана                                                    |        |
| Ауман, Исраэль          | 08.06.1930    | 1989         | гуманитарные науки | математика                                             | Еврейский университет в Иерусалиме                                   |        |
| Бар-Ашер, Меир          | 1955          | 2024         | гуманитарные науки | арабский язык и литература                             | Еврейский университет в Иерусалиме                                   |        |
| Бар-Ашер, Моше          | 29.06.1939    | 2014         | гуманитарные науки | языкознание иврита                                     | Еврейский университет в Иерусалиме                                   |        |
| Бар-Оз, Гай             | 1967          | 2024         | гуманитарные науки | археология                                             | Хайфский университет                                                 |        |
| Барак, Аарон            | 16.09.1936    | 1976         | гуманитарные науки | право                                                  | Еврейский университет в Иерусалиме                                   |        |
| Барик, Ашраф            | 29.06.1973    | 2024         | естественные науки | биохимия                                               | Технион                                                              |        |
| Баркай, Наама           | 1967          | 2018         | естественные науки | молекулярная генетика                                  | Институт Вейцмана                                                    |        |
| Бартель, Исраэль        | 22.10.1946    | 2016         | гуманитарные науки | история еврейского народа                              | Еврейский университет в Иерусалиме                                   |        |
| Бен-Авраам, Цви         | 16.11.1941    | 2000         | естественные науки | геофизика                                              | Тель-Авивский университет                                            |        |
| Бен-Нерия, Инон         |               | 2021         | естественные науки | молекулярная хирургия                                  | Еврейский университет в Иерусалиме                                   |        |
| Бенвенисти, Эяль        | 18.02.1959    | 2017         | гуманитарные науки | право                                                  | Еврейский университет в Иерусалиме                                   |        |
| Беньямини, Йоав         | 05.01.1949    | 2015         | гуманитарные науки | статистика                                             | Тель-Авивский университет                                            |        |
| Берман, Рут             | 1935          | 2013         | гуманитарные науки | языкознание                                            | Тель-Авивский университет                                            |        |
| Бернштейн, Иосиф        | 18.04.1945    | 2002         | естественные науки | математика                                             | Тель-Авивский университет                                            |        |
| Билу, Йорам             | 06.03.1942    | 2015         | гуманитарные науки | психология                                             | Еврейский университет в Иерусалиме                                   |        |
| Биран, Михаль           | 1965          | 2014         | гуманитарные науки | история                                                | Еврейский университет в Иерусалиме                                   |        |
| Вайс, Даниэль           | 1942          | 2013         | естественные науки | авиастроение                                           | Технион                                                              |        |
| Вейсборд, Дэвид         | 04.09.1954    | 2024         | гуманитарные науки | криминология                                           | Еврейский университет в Иерусалиме                                   |        |
| Вильнер, Итамар         | 27.01.1947    | 2002         | естественные науки | химия                                                  | Еврейский университет в Иерусалиме                                   |        |
| Вильчек, Меир           | 17.10.1935    | 1988         | естественные науки | биофизика                                              | Институт Вейцмана                                                    |        |
| Волков, Шуламит         | 10.12.1942    | 2006         | гуманитарные науки | история                                                | Тель-Авивский университет                                            |        |
| Гандельман, Дон         | 24.04.1939    | 1998         | гуманитарные науки | антропология, социология                               | Еврейский университет в Иерусалиме                                   |        |
| Гани, Алон              | 11.1944       | 2025         | естественные науки | авиационная и космическая техника                      | Технион                                                              |        |
| Гершко, Аврам           | 31.12.1937    | 2000         | естественные науки | биохимия, медицина                                     | Технион                                                              |        |
| Гершони, Исраэль        | 11.10.1946    | 2023         | гуманитарные науки | история Ближнего Востока                               | Тель-Авивский университет                                            |        |
| Голдрайх, Одед          | 04.02.1957    | 2024         | естественные науки | информатика                                            | Институт Вейцмана                                                    |        |
| Гольдвассер, Шафи       | 14.11.1958    | 2015         | естественные науки | компьютерные науки                                     | Институт Вейцмана                                                    |        |
| Гольцман, Авнер         | 11.09.1956    | 2015         | гуманитарные науки | ивритская литература                                   | Тель-Авивский университет                                            |        |
| Горен-Инбар, Наама      | 20.07.1948    | 2016         | гуманитарные науки | археология                                             | Еврейский университет в Иерусалиме                                   |        |
| Гронер, Йорам           | 06.07.1939    | 1999         | естественные науки | молекулярная генетика                                  | Институт Вейцмана                                                    |        |
| Даган, Гидеон           | 24.12.1932    | 2006         | естественные науки | гидрология                                             | Тель-Авивский университет                                            |        |
| Даян, Тамар             | 28.12.1957    | 2024         | естественные науки | зоология и экология                                    | Тель-Авивский университет                                            |        |
| Дудаи, Ядин             | 08.12.1944    | 2014         | естественные науки | нейрохимия                                             | Институт Вейцмана                                                    |        |
| Зейтуни, Офер           | 23.10.1960    | 2023         | естественные науки | математика                                             | Институт Вейцмана                                                    |        |
| Зельдов, Эли            | 28.07.1957    | 2023         | естественные науки | физика конденсированного состояния                     | Институт Вейцмана                                                    |        |
| Идель, Моше             | 19.01.1947    | 2006         | гуманитарные науки | еврейская философия                                    | Еврейский университет в Иерусалиме                                   |        |
| Инглард, Ицхак          | 03.04.1933    | 1992         | гуманитарные науки | право                                                  | Еврейский университет в Иерусалиме                                   |        |
| Ирани, Михаль           | 1962          | 2023         | естественные науки | информатика                                            | Институт Вейцмана                                                    |        |
| Йонат, Ада              | 22.06.1939    | 2000         | естественные науки | структурная биология                                   | Институт Вейцмана                                                    |        |
| Йортнер, Иошуа          | 14.03.1933    | 1973         | естественные науки | химия                                                  | Тель-Авивский университет                                            |        |
| Кадури, Яаков           | 22.08.1945    | 2017         | гуманитарные науки | библеистика                                            | Университет Бар-Илан                                                 |        |
| Каждан, Давид           | 20.06.1946    | 2006         | естественные науки | математика                                             | Еврейский университет в Иерусалиме                                   |        |
| Калай, Гиль             | 1955          | 2016         | естественные науки | математика                                             | Еврейский университет в Иерусалиме                                   |        |
| Каплан, Йосеф           | 28.01.1944    | 2004         | гуманитарные науки | история, история Израиля                               | Еврейский университет в Иерусалиме                                   |        |
| Караянни, Майкл         | 24.05.1964    | 2022         | гуманитарные науки | право                                                  | Еврейский университет в Иерусалиме                                   |        |
| Кедар, Биньямин Зеэв    | 02.09.1938    | 1998         | гуманитарные науки | история                                                | Еврейский университет в Иерусалиме                                   |        |
| Кешет, Эли              | 1945          | 2015         | естественные науки | молекулярная биология                                  | Еврейский университет в Иерусалиме                                   |        |
| Кимхи, Ади              | 1947          | 2015         | естественные науки | молекулярная генетика                                  | Институт Вейцмана                                                    |        |
| Кляйн, Яаков            | 1934          | 2005         | гуманитарные науки | ассириология                                           | Университет Бар-Илан                                                 |        |
| Кляйн, Яаков            | 1949          | 2016         | естественные науки | физика и физическая химия мягкого вещества             | Институт Вейцмана                                                    |        |
| Кольберг, Эйтан         | 1943          | 1993         | гуманитарные науки | арабский язык и литература                             | Еврейский университет в Иерусалиме                                   |        |
| Кориат, Ашер            | 08.01.1939    | 2002         | гуманитарные науки | психология                                             | Хайфский университет                                                 |        |
| Корнберг, Роджер        | 24.04.1947    | 2022         | естественные науки | структурная биология, биохимия                         | Еврейский университет в Иерусалиме Стэнфордский университет          |        |
| Кост, Йосеф             | 15.01.1947    | 2015         | естественные науки | химическая технология                                  | Университет Бен-Гуриона                                              |        |
| Коэн, Нили              | 1947          | 2003         | гуманитарные науки | право                                                  | Тель-Авивский университет                                            |        |
| Краус, Сарит            | 1960          | 2021         | естественные науки | информатика                                            | Университет Бар-Илан                                                 |        |
| Лахав, Меир             | 27.06.1936    | 2022         | естественные науки | химия                                                  | Институт Вейцмана                                                    |        |
| Левин, Рафаэль Давид    | 29.03.1938    | 1992         | естественные науки | химия                                                  | Еврейский университет в Иерусалиме                                   |        |
| Левицкий, Александр     | 13.08.1940    | 2012         | естественные науки | биологическая химия                                    | Еврейский университет в Иерусалиме                                   |        |
| Лейзеровиц, Лесли       | 1934          | 2022         | естественные науки | химия                                                  | Институт Вейцмана                                                    |        |
| Либерман, Нира          | 04.08.1966    | 2021         | гуманитарные науки | психология                                             | Тель-Авивский университет                                            |        |
| Либес, Иехуда           | 1947          | 2019         | гуманитарные науки | еврейская мысль                                        | Еврейский университет в Иерусалиме                                   |        |
| Линденштраусс, Элон     | 01.08.1970    | 2012         | естественные науки | математика                                             | Еврейский университет в Иерусалиме                                   |        |
| Лоя, Йоси               | 23.05.1942    | 2009         | естественные науки | экология                                               | Тель-Авивский университет                                            |        |
| Любоцкий, Алекс         | 28.06.1956    | 2014         | естественные науки | математика                                             | Еврейский университет в Иерусалиме                                   |        |
| Мазар, Амихай           | 19.11.1942    | 2012         | гуманитарные науки | археология                                             | Еврейский университет в Иерусалиме                                   |        |
| Маман, Аарон            | 01.11.1947    | 2019         | гуманитарные науки | иврит, еврейские языки                                 | Еврейский университет в Иерусалиме                                   |        |
| Маргалит, Авишай        | 22.03.1939    | 2011         | гуманитарные науки | философия                                              | Еврейский университет в Иерусалиме                                   |        |
| Марек, Илан             | 15.02.1963    | 2019         | естественные науки | органическая химия                                     | Технион                                                              |        |
| Меир, Йонатан           | 1975          | 2019         | гуманитарные науки | современная еврейская история                          | Университет Бен-Гуриона                                              |        |
| Мельман, Билли          | 1952          | 2016         | гуманитарные науки | история                                                | Тель-Авивский университет                                            |        |
| Мильштейн, Давид        | 04.06.1947    | 2012         | естественные науки | органическая химия                                     | Институт Вейцмана                                                    |        |
| Мирон, Дан              | 13.11.1934    | 2020         | гуманитарные науки | современная еврейская литература                       | Еврейский университет в Иерусалиме Колумбийский университет          |        |
| Навон, Давид            | 1943          | 1992         | гуманитарные науки | психология                                             | Хайфский университет                                                 |        |
| Неэман, Надав           | 02.04.1939    | 2012         | гуманитарные науки | история Израиля, археология                            | Тель-Авивский университет                                            |        |
| Нисан, Ноам             | 20.06.1961    | 2022         | естественные науки | информатика                                            | Тель-Авивский университет                                            |        |
| Нихофф, Марен           | 16.04.1963    | 2021         | гуманитарные науки | еврейская мысль                                        | Еврейский университет в Иерусалиме                                   |        |
| Ницан, Авраам           | 03.05.1944    | 2009         | естественные науки | химия                                                  | Тель-Авивский университет                                            |        |
| Орен, Моше              | 1948          | 2006         | естественные науки | молекулярная биология                                  | Институт Вейцмана                                                    |        |
| Плакс, Эндрю            | 1945          | 2017         | гуманитарные науки | востоковедение                                         | Еврейский университет в Иерусалиме Тель-Авивский университет         |        |
| Порат, Ариэль           | 01.11.1956    | 2014         | гуманитарные науки | право                                                  | Тель-Авивский университет                                            |        |
| Рабин, Михаэль          | 01.09.1931    | 1982         | естественные науки | математика                                             | Еврейский университет в Иерусалиме                                   |        |
| Рак, Йоэль              | 29.06.1946    | 2008         | гуманитарные науки | эволюция, анатомия                                     | Тель-Авивский университет                                            |        |
| Рамон-Кинан, Шуламит    | 06.11.1942    | 2013         | гуманитарные науки | английская литература, сравнительное литературоведение | Еврейский университет в Иерусалиме                                   |        |
| Ревель, Мишель          | 20.08.1938    | 2005         | естественные науки | молекулярная генетика                                  | Институт Вейцмана                                                    |        |
| Рейснер, Яир            | 1948          | 2020         | естественные науки | иммунология                                            | Институт Вейцмана                                                    |        |
| Рехави, Гиди            | 1953          | 2016         | естественные науки | медицина                                               | Тель-Авивский университет                                            |        |
| Риччи, Ронит            | 13.11.1966    | 2022         | гуманитарные науки | индонезиеведение, сравнительное литературоведение      | Еврейский университет в Иерусалиме                                   |        |
| Рубинштейн, Ариэль      | 13.04.1951    | 1994         | гуманитарные науки | экономика                                              | Тель-Авивский университет                                            |        |
| Сегев, Мордехай         | 18.10.1958    | 2011         | естественные науки | физика                                                 | Технион                                                              |        |
| Серуси, Эдвин           | 26.12.1952    | 2024         | гуманитарные науки | музыковедение                                          | Еврейский университет в Иерусалиме                                   |        |
| Сидар, Хаим             | 12.01.1943    | 2003         | естественные науки | биохимия, клеточная биология, молекулярная генетика    | Еврейский университет в Иерусалиме                                   |        |
| Смуха, Сэмми            | 1941          | 2021         | гуманитарные науки | социология                                             | Хайфский университет                                                 |        |
| Сорек, Ротем            | 1975          | 2025         | естественные науки | микробиология и иммунология                            | Институт Вейцмана                                                    |        |
| Стоун, Майкл Эдвард     | 22.10.1938    | 2019         | гуманитарные науки | еврейская литература, еврейская мысль, арменистика     | Еврейский университет в Иерусалиме                                   |        |
| Струмза, Гедалия        | 27.07.1948    | 2008         | гуманитарные науки | религиоведение                                         | Еврейский университет в Иерусалиме                                   |        |
| Струмза, Сара           | 09.08.1950    | 2023         | гуманитарные науки | арабский язык и литература                             | Еврейский университет в Иерусалиме                                   |        |
| Тадмор, Зеэв            | 06.02.1937    | 1984         | естественные науки | химическая технология                                  | Технион                                                              |        |
| Тальми, Игаль           | 31.01.1925    | 1963         | естественные науки | ядерная физика                                         | Институт Вейцмана                                                    |        |
| Тальмон, Йешаягу        | 29.06.1947    | 2021         | естественные науки | химическая технология                                  | Технион                                                              |        |
| Тенне, Решеф            | 02.09.1944    | 2011         | естественные науки | химия                                                  | Институт Вейцмана                                                    |        |
| Тов, Эмануэль           | 15.09.1941    | 2012         | гуманитарные науки | легенды                                                | Еврейский университет в Иерусалиме                                   |        |
| Токер, Леона            | 1950          | 2023         | гуманитарные науки | сравнительное литературоведение                        | Еврейский университет в Иерусалиме                                   |        |
| Турнянски, Хава         | 21.07.1937    | 2012         | гуманитарные науки | литература на идиш                                     | Еврейский университет в Иерусалиме                                   |        |
| Ульман, Шимон           | 28.01.1948    | 2011         | естественные науки | прикладная математика, компьютерные науки              | Институт Вейцмана                                                    |        |
| Фейнер, Шмуэль          | 23.01.1955    | 2023         | гуманитарные науки | история еврейского народа                              | Университет Бар-Илан                                                 |        |
| Финкельберг, Маргалит   | 1947          | 2005         | гуманитарные науки | античная история, письменность и литература            | Тель-Авивский университет                                            |        |
| Финкельштейн, Исраэль   | 29.03.1949    | 2015         | гуманитарные науки | археология                                             | Тель-Авивский университет                                            |        |
| Фрид, Ицхак             |               | 2023         | естественные науки | нейронауки, нейрохирургия                              | Тель-Авивский университет Калифорнийский университет в Лос-Анджелесе |        |
| Фридман, Даниэль        | 17.04.1936    | 1994         | гуманитарные науки | право                                                  | Тель-Авивский университет                                            |        |
| Фридман, Йоханан        | 28.03.1936    | 1999         | гуманитарные науки | исламоведение                                          | Еврейский университет в Иерусалиме                                   |        |
| Фридман, Мордехай Акива | 20.06.1941    | 2001         | гуманитарные науки | талмуд                                                 | Тель-Авивский университет                                            |        |
| Фридман, Наама          | 1969          | 2022         | гуманитарные науки | нейропсихология языка                                  | Тель-Авивский университет                                            |        |
| Фроман, Дов             | 28.03.1939    | 1992         | естественные науки | прикладная физика                                      |                                                                      |        |
| Фюрстенберг, Хиллель    | 29.09.1935    | 1974         | естественные науки | математика                                             | Еврейский университет в Иерусалиме                                   |        |
| Хадж-Яхья, Мухаммад     | 1957          | 2021         | гуманитарные науки | социальная работа                                      | Еврейский университет в Иерусалиме                                   |        |
| Хальберталь, Моше       | 1958          | 2010         | гуманитарные науки | философия, философия Израиля                           | Еврейский университет в Иерусалиме                                   |        |
| Харари, Хаим            | 18.11.1940    | 1978         | естественные науки | физика                                                 | Институт Вейцмана                                                    |        |
| Харель, Давид           | 12.04.1950    | 2010         | естественные науки | компьютерные науки                                     | Институт Вейцмана                                                    |        |
| Харт, Серджу            | 1949          | 2006         | гуманитарные науки | математика, экономика                                  | Еврейский университет в Иерусалиме                                   |        |
| Хейблюм, Мордехай       | 25.05.1947    | 2008         | естественные науки | физика                                                 | Институт Вейцмана                                                    |        |
| Хелпман, Эльханан       | 30.03.1946    | 1988         | гуманитарные науки | экономика                                              | Тель-Авивский университет                                            |        |
| Хет, Илан               | 12.04.1939    | 1998         | естественные науки | сельскохозяйственная биотехнология                     | Еврейский университет в Иерусалиме                                   |        |
| Хопкинс, Саймон         | 1950          | 2018         | гуманитарные науки | семитская филология                                    | Еврейский университет в Иерусалиме                                   |        |
| Хрушовски, Эхуд         | 30.09.1959    | 2008         | естественные науки | математика                                             | Еврейский университет в Иерусалиме                                   |        |
| Цахаик, Сассон          | 01.09.1947    | 2025         | естественные науки | теоретическая химия                                    | Еврейский университет в Иерусалиме                                   |        |
| Чехановер, Аарон        | 01.10.1947    | 2004         | естественные науки | биохимия                                               | Технион                                                              |        |
| Шалит, Авнер де         | 01.01.1957    | 2025         | гуманитарные науки | политология                                            | Еврейский университет в Иерусалиме                                   |        |
| Шамай, Шломо            | 04.11.1953    | 2012         | естественные науки | электротехника                                         | Технион                                                              |        |
| Шамир, Ади              | 06.07.1952    | 1998         | естественные науки | прикладная математика                                  | Институт Вейцмана                                                    |        |
| Шапира, Анита           | 25.03.1940    | 2020         | гуманитарные науки | история еврейского народа                              | Тель-Авивский университет                                            |        |
| Шарир, Миха             | 08.06.1950    | 2018         | естественные науки | информатика                                            | Тель-Авивский университет                                            |        |
| Шварц, Игаль            | 17.08.1954    | 2025         | гуманитарные науки | еврейская литература                                   | Университет Бен-Гуриона                                              |        |
| Шелах, Сахарон          | 03.07.1945    | 1988         | естественные науки | математика                                             | Еврейский университет в Иерусалиме                                   |        |
| Шенфельд, Иегуда        | 14.02.1948    | 2019         | естественные науки | медицина                                               | Медицинский центр имени Хаима Шибы                                   |        |
| Шехтман, Дан            | 24.01.1941    | 1996         | естественные науки | конструкционные материалы                              | Технион                                                              |        |
| Шило, Йосеф             | 01.02.1949    | 2005         | естественные науки | молекулярная генетика                                  | Тель-Авивский университет                                            |        |
| Шилони, Бен-Ами         | 28.10.1937    | 2012         | гуманитарные науки | история Нового времени                                 | Еврейский университет в Иерусалиме                                   |        |
| Шиша-Галеви, Ариэль     | 17.09.1945    | 2000         | гуманитарные науки | языкознание                                            | Еврейский университет в Иерусалиме                                   |        |
| Штерн, Ади              | 1960          | 2018         | естественные науки | физика конденсированного состояния                     | Институт Вейцмана                                                    |        |
| Шульман, Дэвид Дин      | 13.01.1949    | 1988         | гуманитарные науки | индология                                              | Еврейский университет в Иерусалиме                                   |        |
| Элад, Мики              | 10.12.1963    | 2024         | естественные науки | информатика                                            | Технион                                                              |        |
| Элизур, Шуламит         | 06.04.1955    | 2022         | естественные науки | еврейская литература и поэзия в средние века           | Тель-Авивский университет                                            |        |
| Эльдар, Йонина          | 25.01.1973    | 2017         | естественные науки | электротехника                                         | Институт Вейцмана                                                    |        |
| Эмануэль, Симха         | 01.12.1957    | 2020         | естественные науки | Талмуд, Галаха                                         | Тель-Авивский университет                                            |        |
| Энтин-Вольман, Ора      | 21.12.1943    | 2022         | естественные науки | теоретическая физика                                   | Тель-Авивский университет Университет Бен-Гуриона                    |        |
| Яари, Менахем           | 26.04.1935    | 1992         | гуманитарные науки | экономика                                              | Еврейский университет в Иерусалиме                                   |        |
| Яблонка, Хава           |               | 2025         | гуманитарные науки | история и философия наук и идей                        | Тель-Авивский университет                                            |        |
| Ярден, Йосеф            | 1952          | 2007         | естественные науки | молекулярная биология                                  | Институт Вейцмана                                                    |        |

На 3 июля 2025 года количество членов академии в данном списке — 157, в том числе женщин — 28. Самый старший в списке — физик-ядерщик Игаль Тальми (1925 года рождения), самый молодой — историк Йонатан Меир (1975 года рождения). Наиболее преклонного возраста к моменту избрания достиг химик Лесли Лейзеровиц, ставший академиком в 88 лет, моложе всех на момент избрания был математик Элон Линденштраусс (избран в 42 года).  Дольше всех в статусе члена академии находится физик-ядерщик Игаль Тальми, избранный в академию в 1963 году.
6 из ныне живущих членов академии являются лауреатами Нобелевской премии: Аврам Гершко (по химии, 2004), Аарон Чехановер (по химии, 2004), Исраэль Ауман (по экономике, 2005), Роджер Корнберг (по химии, 2006), Ада Йонат (по химии, 2009),  Дан Шехтман (по химии, 2011) и 4 — иностранными членами РАН: Цви Бен-Авраам,  Иошуа Йортнер, Аарон Чехановер, Дан Шехтман.
Из высших учебных и научно-исследовательских учреждений Израиля в академии больше всех представлен Еврейский университет в Иерусалиме — 64 действительных члена (около 40 % от всех академиков) с перевесом гуманитарных областей знания, на втором месте Тель-Авивский университет — 37 действительных членов (около 23 % академиков).